# 통각수용기
통각수용기(영어: nociceptor←라틴어 nocere, '해를 끼치거나 다치게 하다', 직역하면 '통증 수용체')는 "가능한 위협" 신호를 척수와 뇌로 보내 손상을 주거나 잠재적으로 손상을 입힐 수 있는 자극에 반응하는 감각 뉴런이다. 뇌는 신체 부위에 주의를 집중시키기 위해 통증 감각을 생성하므로 위협이 완화될 수 있다. 이 과정을 통각(nociception)이라고 한다.

## 같이 보기
- 내장통
- 연관통
- 일반내장들신경섬유